# Yang Yan
Yang Yan (* 727; † 781) war unter Kaiser Dezong Kanzler des Kaiserreichs China.
Yang Yan galt bereits unter Kaiser Daizong als Experte in Sachen Finanzen. Dessen Sohn Dezong (reg. 779–805) machte ihn zum Kanzler des Kaiserreichs. Yang Yan führte das sogenannte Doppel-Steuer-System ein. Ziel hierbei war es, die Staatskasse des Reiches aufzufüllen, um Geld für Feldzüge gegen die quasiautonomen Machthaber vor allem in den nordwestlichen Regionen Chinas zur Verfügung zu haben. Das Doppel-Steuer-System bestand darin, alle Sondersteuern und -abgaben abzuschaffen, die seit 755 (dem Beginn der An-Shi-Rebellion) eingeführt worden waren. Stattdessen wurde eine von allen Besitzenden zu entrichtende Grundsteuer eingeführt, die je nach Bezirk eine unterschiedliche Quote des Einkommens verlangte.
Diese Quote musste die Zentralregierung wohl oder übel in Absprache mit den Machthabern vor Ort festlegen, worin auch ein Hauptfehler der Reform lag. Die regionalen und lokalen Machthaber behielten außerdem einen Großteil der Steuereinnahmen selbst inne. Nur etwa ein Drittel des gesamten Steueraufkommens ging an die Zentralgewalt.
Regionen mit großen Armeen, die zum Unterhalt dieser Truppen selbst viel Geld benötigten, zahlten keinerlei Steuern. Dies betraf den gesamten Norden und Westen des Reiches sowie die Shandong und die militarisierten Gebiete um den Kaiserkanal. 70 % der Steuern wurden von acht Provinzen am mittleren und unteren Yangzi aufgebracht.
Von den Zeitgenossen wurde Yang Yans Reform als Meisterwerk gefeiert. Die Geschichtswissenschaft sieht aufgrund der Zugeständnisse an partikulare Gewalten die Reform als nicht vollständig geglückt an.